# Alexander Nevskikerk (Rotterdam)
De Kerk van de Heilige rechtgelovige grootvorst Alexander Nevski (Russisch: Церковь Святого Александра Невского, Tserkov Sviatogo Aleksandr Nevskogo) is een Russisch-orthodox kerkgebouw aan de Schiedamsesingel te Rotterdam. De kerk behoort tot het bisdom Den Haag en Nederland van het patriarchaat Moskou en is het eerste traditionele Russisch-orthodoxe kerkgebouw in Nederland. De diensten worden gevierd in het Kerkslavisch en de belangrijkste lezingen worden herhaald in het Nederlands.

## Geschiedenis

### Voorgeschiedenis
De Rotterdamse parochie werd opgericht door archimandriet Dionysius. Sinds 1936 was Dionysius priester van de kapel van de Heilige Maria Magdalena te 's-Gravenhage. In de Tweede Wereldoorlog was de archimandriet Dionissios (Loukine) actief betrokken bij het verzet en huisvestte onderduikers, onder wie een joodse vrouw. Toen bij een inval de verborgen vrouw niet werd ontdekt, schreef hij dit toe aan de werking van een wonderdadig icoon van de Moeder Gods en deed de belofte om na de oorlog een kerk te laten bouwen in Rotterdam en deze te wijden aan het icoon van de Moeder Gods van het Snelle Verhoor. De parochie werd vervolgens in 1946 opgericht en er werden erediensten gevierd in een gehuurde ruimte van een muziekschool en later op een woonschip. Vanaf 1959 werd een kapel in een woonhuis aan de Persijnstraat ingericht.

### Bouwgeschiedenis
Wegens de groei van het aantal parochianen nam gedurende de laatste decennia de noodzaak toe om een echte orthodoxe kerk in Rotterdam te bouwen. Voor dit doel werd een stichting in het leven geroepen. In 2002 verkreeg de parochie de toestemming om de kerk te bouwen. Op 19 september 2002 werd de eerste paal in de grond geslagen en op 13 november werd de eerste steen van de kerk gezegend. Het ontwerp is van architect Leen Waardenburg te Hattem en zijn Russische echtgenote Lilia Gabo uit Sint - Petersburg. Op 7 mei 2003 werd de koepel met kruis geplaatst. De kerk kon op 20 juni 2004 worden ingewijd door Metropoliet Kiril van Smolensk en Kaliningrad, in concelebratie met aartsbisschop Simon van Brussel en België en bisschop Athenagoras van Sinope met aanwezigheid van geestelijken uit Rusland, België en Nederland en gasten uit Sint-Petersburg.

## Interieur
De iconostase werd gemaakt door leerlingen van de iconenschilderschool van de Moskouse Geestelijke Academie en Seminarie. Verder heeft de kerk een gouden kroonluchter en gouden altaarbekleding.